# Brasilândia
Brasilândia é um município brasileiro da região Centro-Oeste, situado no estado de Mato Grosso do Sul.

## Geografia

### Localização
O município de Brasilândia está situado no sul da região Centro-Oeste do Brasil, no leste de Mato Grosso do Sul (Microrregião de Três Lagoas). Localiza-se na latitude de 21º15’21” Sul e longitude de 52°02’13” Oeste. Distâncias:
- 352 km da capital estadual (Campo Grande)
- 958 km da capital federal (Brasília).

### Geografia física
Solo
Latossolo roxo.
Relevo e altitude
Está a uma altitude de 343 m.
Clima, temperatura e pluviosidade
Está sob influência do clima tropical (AW).
Hidrografia
Está sob influência da Bacia do Rio da Prata.
Vegetação
Se localiza na região de influência do Cerrado.

### Geografia política
Fuso horário
Está a -1 hora com relação a Papua-Nova Guiné e -4 com relação ao Meridiano de Greenwich.
Área
Ocupa uma superfície de de 5 821,45 km².
Subdivisões
Brasilândia (sede) e Debrasa
Arredores
Três Lagoas, Água Clara, Ribas do Rio Pardo, Santa Rita do Pardo e Bataguassu

## História
As terras que atualmente constituem o município pertenciam a Companhia Inglesa Brasil Land Cattle Co, que foram desapropriadas e incorporadas ao Patrimônio da União, nos anos de 1947 e 1948, pelo Presidente da República General Eurico Gaspar Dutra, sendo na epóca, o Governador de Estado Arnaldo Estevão Figueiredo. Parte dessa gleba foi adquirida por Arthur Hoffg, Alberto Mad e Joaquim Cândido Da Silva  sendo o fundador de Brasilândia, em 25 de abril de 1957.
A família FONSECA ( Deocleciano Augusto da Fonseca e irmãos) considerada a família mais velha do município, são os primeiros a habitar a região, mesmo antes de virar município, inclusive com poucos recursos da época  abriram  estradas que até hoje são utilizadas e possuem asfalto, sendo lembrados até hoje com respeito e há na cidade ruas que possuem seus nomes como homenagem pelos desbravadores da cidade.
Foi elevada a distrito pela Lei nº 1.501, de 12 de julho de 1961 e o município pela Lei nº 1.970, de 14 de novembro de 1963. Em 1977 o município passa a fazer parte do atual estado de Mato Grosso do Sul.